# Tartarughe all'infinito (film)
Tartarughe all'infinito (Turtles All the Way Down) è un film del 2024 diretto da Hannah Marks.
La pellicola è l'adattamento cinematografico dell'omonimo romanzo di John Green.

## Trama
Aza Holmes è una sedicenne con un disturbo ossessivo-compulsivo che comincia a indagare sulla scomparsa di un miliardario.

## Produzione
Nel 2017 la Fox 2000 Pictures acquistò i diritti cinematografici del romanzo di Green e nel 2019 Hannah Marks si è unita al progetto in veste di regista. Dopo che la Disney acquistò la compagnia, il progetto fu accantonato e ripreso soltanto alcuni anni dopo. Nel febbraio 2022 è stato annunciato che Isabela Merced avrebbe interpretato la protagonista.
Le riprese principali sono si sono svolte a Cincinnati tra l'aprile e il giugno 2022.

## Promozione
Il primo trailer è stato diffuso il 3 aprile 2024.

## Distribuzione
Il film è stato distribuito su Max il 2 maggio 2024.